# Ал Боскето (Тревизо)
Ал Боскето (итал. Al Boschetto) је насеље у Италији у округу Тревизо, региону Венето.
Према процени из 2011. у насељу је живело 94 становника. Насеље се налази на надморској висини од 58 м.